# Distretto di Zahle
Il distretto di Zahle  (in arabo  قضاء زحلة‎?) è un distretto amministrativo del Libano, che fa parte del governatorato della Beqā. Zahle è il capoluogo del distretto e dello stesso governatorato.